# Andrew Graham-Yooll
Andrew Graham-Yooll, OBE (Buenos Aires, 5 de enero de 1944-Londres, 5 de julio de 2019), fue un escritor y periodista argentino, proveniente de una familia británica (de padre escocés y madre inglesa). Fue autor de varios libros, fundamentalmente de investigación histórica y de política, escritos tanto en castellano como en inglés.
Su fondo documental se encuentra disponible para la consulta en la Biblioteca Max von Buch de la Universidad de San Andrés.

## Carrera
Comenzó a trabajar en el periódico Buenos Aires Herald en 1966. De este ingreso al periodismo recuerda:

Graham Greene dijo alguna vez que había entrado en The Times para aprender a escribir. (...) yo también, sin experiencia alguna, entré en el Herald queriendo ser escritor, o quizá cronista de cultura. Claro que al poco tiempo tuvimos la caída de Illia y la llegada de Onganía, y toda la percepción del periodismo fue cambiando. Y yo con ella, así que pasé a cubrir política. ¡Tanto me fascinó hacerlo que terminé exiliado!

Abandonó este diario en 1976, cuando la dictadura militar entonces gobernante lo forzó al exilio. En el Reino Unido trabajó para el diario The Daily Telegraph y The Guardian (para este último cubrió la guerra de Malvinas), antes de convertirse en editor de la revista South en 1985. En 1989 fue designado editor de la revista Index on Censorship. Se desempeñó también como "Senior Visiting Fellow" (profesor visitante) del Queen Mary & Westfield College de la Universidad de Londres entre 1990 y 1995, y en 1993 como "Press Fellow" en el Wolfson College, de la Universidad de Cambridge. En 1994 regresó a la Argentina, y fue nombrado editor en jefe y presidente del directorio de Buenos Aires Herald.
Respecto a este regreso a su país natal, dijo:

Con frecuencia me pregunta la gente: "¿Por qué volviste a la Argentina?" Porque nací aquí, pertenezco a este país y me sacaron a las corridas en 1976. Y es obligación volver al lugar de donde uno fue rajado para ver si es aceptado de nuevo. Creo que lo soy. Es más: uno pertenece a un lugar porque lo quieren y lo entienden, con sus debilidades, depresiones, borracheras y situaciones impredecibles.

Desde 1998 hasta diciembre de 2007, fue el director de redacción de dicho periódico y participó del directorio de la empresa. Fue el ombudsman (cargo de defensoría más que nada abocado al lector) del diario Perfil.
Además realizó colaboraciones con artículos y columnas en diferentes diarios y revistas, como La Prensa, Noticias, revista Tiempo (Madrid), Cambio 16 (Madrid), The New York Times, Newsweek y Miami Herald, entre otros. También en radio y televisión (principalmente en la BBC).
Fue también traductor del inglés al castellano y viceversa, entre otros trabajos realizó traducciones de poesía, como Twenty Poets from Argentina (2004, una antología de poetas jóvenes publicada en Inglaterra), y Guerra (poemas de Harold Pinter, publicado en 2006); y de teatro, traduciendo al inglés tres obras de la serie Teatro por la identidad que fueron publicadas en Londres en 2003.

## Obra

### En inglés
- "Uruguay: a travel and literary companion" (2008).
- "Imperial Skirmishes. War and Gunboat Diplomacy in Latin America" (2002)
- "Goodbye Buenos Aires" (1999). —Novela—
- "A History of Argentina, 1876-1999" (1999)
- "Committed Observer. Memoirs of a Journalist" (1995).
- "Point of Arribal. Observations Made on an Extended Visit (to Britain)" (1992).
- "After the Despots. Latin American Views and Interviews" (1986).
- "A State of Fear. Memories of Argentina's Nightmare" (1983).
- "Small Wars You May Have Missed (in South America)" (1983)
- "The Forgotten Colony. A history of the English-Speaking Communities in Argentina" (1981).
- "Portrait of an Exile" (1981).
- "The Press in Argentina, 1973-1978" (1979).

### En español
- "Buenos Aires, Otoño 1982" (2007).
- "Tiempo de Tragedias y Esperanzas. Cronología histórica 1955-2005, de Perón a Kirchner" (2006).
- "Ocupación y reconquista, 1806-1807. A 200 años de las Invasiones Inglesas" (2006)
- "La colonia olvidada. Tres siglos de ingleses en la Argentina" (2000).
- "Agonía y muerte de Juan Domingo Perón" (2000).
- "Arthur Koestler, Periodismo y política" (1999).
- "Memoria del miedo (Retrato de un exilio)" (1999).
- "Pequeñas guerras británicas en América latina. Memoria Personal de Malvinas" (1998).
- "Rosas visto por los ingleses" (1997).
- "Goodbye Buenos Aires" (1997).
- "En blanco y negro. Represión, censura y olvido en Sudáfrica" (1992).
- "De Perón a Videla". Argentina 1955-1976" (1989).
- "Retrato de un exilio" (1985).
- "Pequeñas guerras británicas en América Latina" (1985).
- "Así vieron a Rosas los ingleses, 1829-1852" (1980).
- "La independencia de Venezuela vista por The Times" (1980).
- "La censura en el mundo. Antología" (1980).
- "Arthur Koestler, del cero al infinito" (1978).
- "Lancelot Holland. Viaje al Plata en 1807" (1976).
- "Day to day" (1973). —Libro de poesía—
- "Se habla spanglés" (1972). —Libro de poesía—
- "Tiempo de violencia. Argentina 1972-73" (1972).[7][9]

### Como compilador
- "The PEN (Salman) Rushdie File" (1989).[6]

### Antologíasque incluyen textos de Graham-Yool
- "Acerca de Jorge Luis Borges" (1999).
- "Exilios (Porqué volvieron)" (1999).
- "Libros, Personas, Vida: Daniel Divinsky, Kuki Miler y Ediciones de la Flor.Buenos Aires 1967-1997" (1997).
- "The Oxford Book of Exile" (1995).
- "The Forbidden Rainbow. Images and Voices from Latin America" (1991).
- "So Very English" (1991).
- "The Guardian Third World Review. Voices from the South" (1987).
- "The Bedside Guardian, 31" (1982)
- "The Survival and Encouragement of Literature in Present Day Society"(1979).[6]

## Premios y distinciones
- Presidente del Gran Jurado de los Premios Konex 2007 dedicados a la Comunicación y Periodismo.
- Premio ADEPA (Asociación Argentina de Entidades Periodísticas Argentinas) (2000).
- Faja de Honor de la SADE (Sociedad Argentina de Escritores) (1999).
- Premio Konex - Diploma al Mérito en Comunicación y Periodismo (1997)
- Jurado de becas para estudiantes de la Fundación Antorchas (de 1995 a 1997).
- Jurado del concurso literario de "Fundación Wingate/Jewish Quarterly" (1993).
- Premio "Nicholas Tomalin Memorial" (1987).
- "Visitorship to Britain" del British Council (1976).[6]